# El Mirador, Santa Isabel Cholula
El Mirador är en ort i Mexiko.   Den ligger i kommunen Santa Isabel Cholula och delstaten Puebla, i den sydöstra delen av landet, 100 km sydost om huvudstaden Mexico City. El Mirador ligger 1 905 meter över havet och antalet invånare är 133.
Terrängen runt El Mirador är kuperad åt nordost, men åt sydväst är den platt. Runt El Mirador är det ganska tätbefolkat, med 222 invånare per kvadratkilometer. Närmaste större samhälle är Cholula, 16,7 km norr om El Mirador. Omgivningarna runt El Mirador är en mosaik av jordbruksmark och naturlig växtlighet.